# Campeonato Asiático de Atletismo de 2013 - Salto triplo feminino
A prova do salto triplo feminino do Campeonato Asiático de Atletismo de 2013 foi disputada no dia 5 de julho de 2013 no Shree Shiv Chhatrapati Sports Complex em Pune, na Índia. 

## Recordes
Antes desta competição, os recordes mundiais e do campeonato nesta prova eram os seguintes:
|                       | Nome           | Nacionalidade | Distância | Local      | Data                  |
| --------------------- | -------------- | ------------- | --------- | ---------- | --------------------- |
| Recorde mundial       | Inessa Kravets | Ucrânia       | 15m 50cm  | Gotemburgo | 10 de agosto de 1995  |
| Recorde do campeonato | Olga Rypakova  | Cazaquistão   | 14m 69cm  | Amã        | 28 de julho de 2007   |
| Recorde asiático      | Olga Rypakova  | Cazaquistão   | 15m 25cm  | Split      | 4 de setembro de 2010 |

## Medalhistas
| Ouro                       | Prata                       | Bronze             |
| Anastasiya Juravleva (UZB) | Aleksandra Kotlyarova (UZB) | Irina Ektova (KAZ) |

## Cronograma
Todos os horários são locais (UTC+5:30).
| Data       | Hora  | Evento |
| ---------- | ----- | ------ |
| 5 de julho | 18:45 | Final  |

## Final
A final da prova ocorreu dia 5 de julho às 18:45.
| Posição           | Atleta                | Nacionalidade | #1    | #2    | #3    | #4    | #5    | #6    | Resultados | Notas |
| ----------------- | --------------------- | ------------- | ----- | ----- | ----- | ----- | ----- | ----- | ---------- | ----- |
| Medalha de ouro   | Anastasiya Juravleva  | Uzbequistão   | 14.18 | 14.00 | x     | x     | x     |       | 14.18      |       |
| Medalha de prata  | Aleksandra Kotlyarova | Uzbequistão   | 13.51 | 13.54 | 13.45 | 13.49 | 13.89 | 13.67 | 13.89      |       |
| Medalha de bronze | Irina Ektova          | Cazaquistão   | 13.75 | 13.30 | 13.28 | 13.39 | x     | x     | 13.75      |       |
| 4                 | Li Xiaohong           | China         | x     | x     | 12.90 | 13.51 | 13.57 | x     | 13.57      |       |
| 5                 | Tran Hue Hoa          | Vietname      | 12.84 | x     | 13.26 | x     | x     | 13.28 | 13.28      |       |
| 6                 | Lyudmila Grankovskaya | Cazaquistão   | 12.44 | x     | 12.87 | 12.96 | x     | 12.95 | 12.96      |       |
| 7                 | Amitha Baby           | Índia         | 12.57 | 12.27 | 12.33 | 12.02 | 12.34 | 12.36 | 12.57      |       |
| 8                 | Keshari Chaudhari     | Nepal         | 11.02 | 11.36 | 11.20 | 11.29 | 11.56 | 11.41 | 11.56      |       |
| 9                 | Mayookha Johny        | Índia         |       |       |       |       |       |       | DNS        |       |

Legenda
| Recorde mundial       | Recorde mundial (World record)               |                       | Recorde africano                      | Recorde africano (African) |                                           | Q | Classificado por posição (Qualified) |
| Recorde do campeonato | Recorde do campeonato (Championship record)  | Recorde da América    | Recorde da América (Americas)         | q                          | Classificado por melhor tempo (Qualified) |   |                                      |
| Melhor marca do ano   | Melhor marca do ano (World leading)          | Recorde asiático      | Recorde asiático (Asian)              | DNS                        | Não largou (Did not start)                |   |                                      |
| Recorde nacional      | Recorde nacional (National record)           | Recorde europeu       | Recorde europeu (European)            | DNF                        | Não terminou (Did not finish)             |   |                                      |
| Recorde pessoal       | Recorde pessoal do atleta (Personal best)    | Recorde da Oceania    | Recorde da Oceania (Oceania)          | DSQ / DQ                   | Desclassificado (Disqualified)            |   |                                      |
| Recorde da temporada  | Recorde da temporada do atleta (Season best) | Recorde sul-americano | Recorde sul-americano (South America) | NM                         | Sem marca (No mark)                       |   |                                      |